# Demarziella interrupta
Demarziella interrupta là một loài bọ cánh cứng trong họ Bọ hung (Scarabaeidae).